# Monte Calvarina
Il Monte Calvarina è un rilievo (682 m s.l.m.) dei monti Lessini tra le province Verona e Vicenza. Dal punto amministrativo comprende i comuni di San Giovanni Ilarione, Montecchia di Crosara, Roncà, Arzignano, Chiampo. Dal 1959 al 1995 ha ospitato, ai piedi del monte, alla metà del monte e alla cima del monte, le ex basi militari dove aveva sede il 67º Gruppo intercettori teleguidati. Gli insediamenti della base militare si trovano nel comune di Roncà.

## Storia

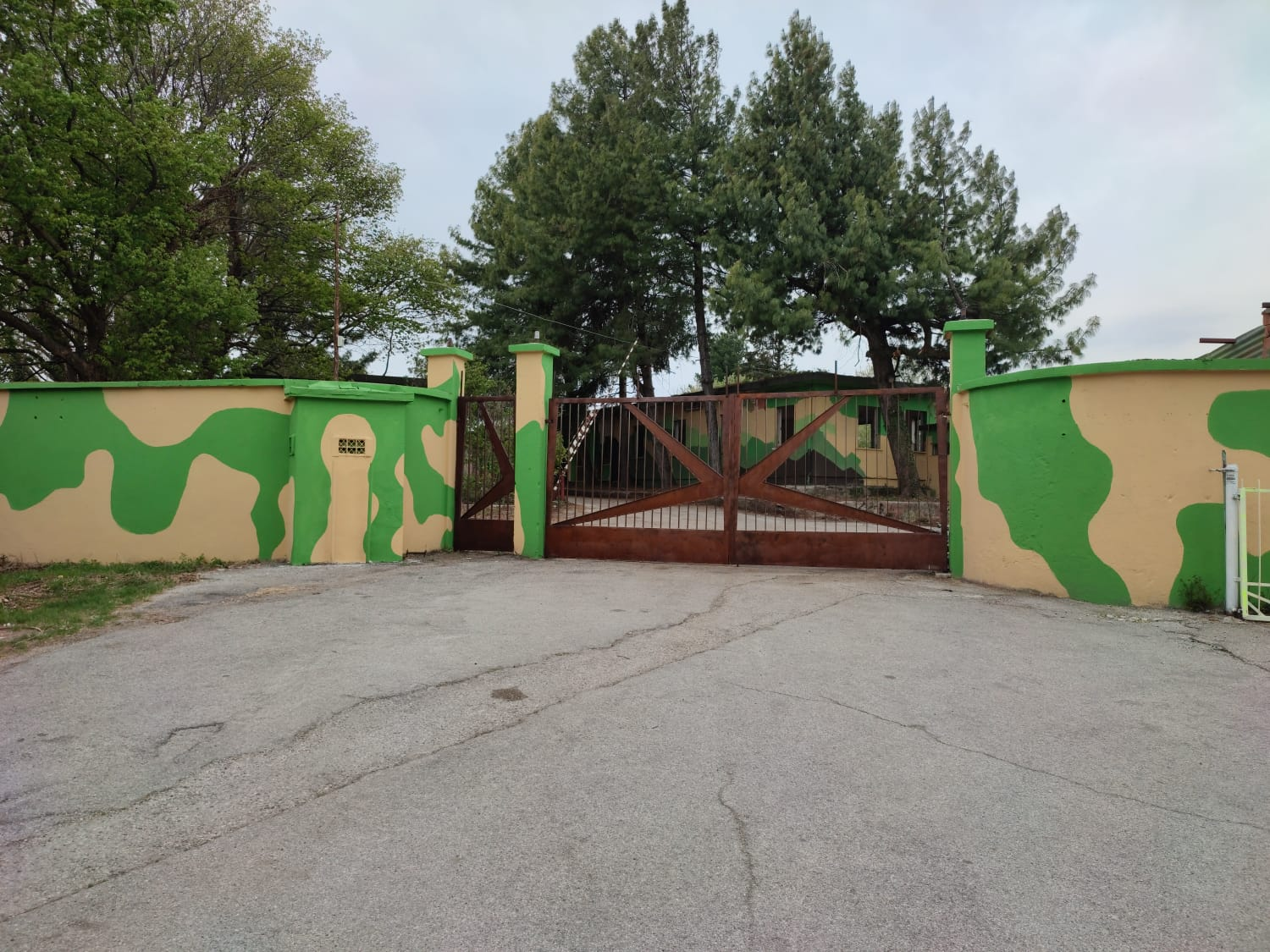
Entrata della base militare.

Il Monte Calvarina, assieme al Monte Crocetta costituivano un maestoso complesso vulcanico attivo che emergeva dall'antico mare della Tetide.
Nel tardo Eocene medio, circa 40 milioni di anni fa, le eruzioni subaeree di natura basaltica raggiunsero la loro massima diffusione; successivamente l'attività diminuì fino ad estinguersi completamente.
Tutt'oggi, il Monte Calvarina è uno dei maggiori edifici vulcanici subaerei del Veronese che testimonia l'importante attività vulcanica avvenuta nel Cenozoico.
Probabilmente, la forma e l'altezza dell'edificio vulcanico di 40 milioni di anni fa, erano molto diverse da quelle che osserviamo oggi, a causa di una pronunciata e continua erosione ad opera degli agenti atmosferici.
Inoltre, l'edificio vulcanico è un caratteristico strato-vulcano a forma conica simile all'attuale Etna, costituito da lave e tufi. Le lave mostrano il fenomeno della granulazione di tipo vetroso (ialoclastiti), che avviene quando la massa rovente è raffreddata in modo improvviso dall’acqua con cui viene a contatto.
I prodotti vulcanici possono, talvolta, presentare una stratificazione dovuta al rimaneggiamento operato da onde e correnti
Nella vetta si trovava la base militare operativa dal 1959 al 1995.